# Pleurotomaria wurmi
Pleurotomaria wurmi is een fossiele slakkensoort uit de familie van de Pleurotomariidae. De wetenschappelijke naam van de soort is voor het eerst geldig gepubliceerd in 1843 door Römer.